# José Alirio Contreras
Pour les articles homonymes, voir Contreras.
José Alirio Contreras Vásquez (né le 21 mars 1978) est un coureur cycliste vénézuélien, membre de l'équipe Lotería del Táchira.

## Palmarès
- 2006
  - 3e du championnat du Venezuela sur route
- 2008
  - 7e étape du Tour du Trujillo
  - 10e étape du Tour du Guatemala
  - 2e du Tour du Trujillo
  - 3e du Tour du Táchira
- 2009
  - 10e étape du Tour du Guatemala
  - 3e du Tour du Trujillo
- 2010
  -  Champion du Venezuela sur route
  - 8e étape du Tour du Guatemala
- 2011
  - 3e du Tour du Venezuela

## Classements mondiaux
| Année            | 2006 | 2007 | 2008 | 2009 | 2010 | 2011 |
| ---------------- | ---- | ---- | ---- | ---- | ---- | ---- |
| UCI America Tour | 115e | 290e | 102e | 110e | 9e   | 104e |